# 桃園國際女子足球隊
桃園國際女子足球隊（英語：Inter Taoyuan FC Women） ，簡稱為桃園國際，於2018年-2021年賽季參與台灣木蘭足球聯賽。

## 簡介
創立願景在於啟發臺灣孩子對足球運動的喜好，進而引領他們對自身健康的注重，也帶動起人們對故鄉的回饋及服務在地社區的熱情，期望藉由成立男子職業足球俱樂部及女子職業足球俱樂部,營造出蓬勃有利發展青少年足球運動的環境，俱樂部的座右銘寫著：「Play Great Football」「踢場漂亮的好球」。 時時的提醒著每個來自不同背景的足球人燃燒自己的熱情，享受比賽的快樂，尋求突破自己的潛能，在國際舞台和地方社區成為一個優秀的在地化的國際人。

## 隊史
2018年，INTER TAIPEI俱樂部與新北航源女子足球隊共同組成了「新北台北國際女子足球隊」投入台灣木蘭足球聯賽  ，並由曾任中華U15男足助理教練的奧立佛（Harley Oliver）領軍 。
2020年，因獲桃園市政府支持，而更名為桃園國際女子足球隊 。同年為備戰2020年賽季，桃園國際網羅了中華女子足球代表隊時任隊長丁旗、前鋒陳燕萍及後衛潘彥昕  。6月，桃園國際引進木蘭聯賽首位外援，來自泰國的國手溥奕（Pitsami Sornsai）。
2022年，於木蘭足球聯賽資格賽敗給新成立的桃園戰神，而退出聯賽。

## 隊職員及球員名單
更新日期：2021年4月15日 
| 總領隊       | 莊佳佳 |
| 球隊經理     | 高俊彬 |
| 管理＆媒體官 | 杜恩琦 |

| 總教練   | 張念慈                |
| 助理教練 | Harley Oliver Lazarus |
| 助理教練 | 許人丰                |
| 助理教練 | Colley Mamadi Ms      |
| 助理教練 | 鄭仕捷                |
| 助理教練 | 齊崧棋                |
| 助理教練 | 徐宏銍                |
| 助理教練 | 林信宇                |
| 助理教練 | 沈祐樂                |

| 防護員 | 葉定慧 |
| 防護員 | 施惠瑩 |

註釋：國旗表示球員在國際足聯資格規則定義的國家隊。球員可能擁有一個以上非國際足聯國籍。
| 號碼 |          | 位置 | 球員                                           |
| ---- | -------- | ---- | ---------------------------------------------- |
| 1    | 臺灣地區 | 门将 | 朱芳儀（ 1989 年8月30日）                      |
| 2    | 臺灣地區 | 后卫 | 王奕涵（ 1998 年2月26日）                      |
| 3    | 臺灣地區 | 中场 | 陳雅君 （ 1994 年1月18日）                     |
| 4    | 臺灣地區 | 中场 | 謝佩芬（ 1991 年11月16日）                     |
| 5    | 臺灣地區 | 中场 | 李珮華（ 2005 年3月12日）                      |
| 6    | 臺灣地區 | 前锋 | 纚固．妮卡兒（ 1996 年7月29日）                |
| 7    | 臺灣地區 | 后卫 | 李佾蓁（ 1994 年4月16日）                      |
| 8    | 臺灣地區 | 中场 | 鐘怡璇（ 1994 年4月23日）                      |
| 11   | 加纳     | 中场 | 葛拉蒂 艾芙芭 Gladys Amfobea（ 1998 年7月1日） |
| 12   | 臺灣地區 | 前锋 | 何宣宜（ 1995 年11月14日）                     |
| 13   | 臺灣地區 | 后卫 | 潘彥昕（ 1996 年2月18日）                      |

| 號碼 |            | 位置 | 球員                                                     |
| ---- | ---------- | ---- | -------------------------------------------------------- |
| 14   | 塞拉利昂   | 中场 | 莎拉 Bangura Sarah Bintiatu Moi（ 1993 年10月27日）      |
| 15   | 臺灣地區   | 前锋 | 莊佳葦（ 1988 年2月12日）                                |
| 16   | 臺灣地區   | 前锋 | 朱亞珍（ 1998 年6月29日）                                |
| 18   | 臺灣地區   | 中场 | 左祖美（ 2006 年2月28日）                                |
| 19   | 臺灣地區   | 后卫 | 盧妍柔（ 1984 年1月19日）                                |
| 20   | 臺灣地區   | 门将 | 卓昀蓁（ 2003 年1月27日）                                |
| 21   | 臺灣地區   | 中场 | 何嘉敏（ 1996 年11月21日）                               |
| 22   | 哥斯达黎加 | 前锋 | 布蘭妮 Lewis Baker Britany Francheca（ 1997 年12月10日） |
| 23   | 哥斯达黎加 | 后卫 | 丹妮 Arguedas Cabraca Yailin Daniely（ 1997 年12月1日）  |
| 99   | 臺灣地區   | 后卫 | 王佳玉（ 1987 年9月24日）                                |

## 過往球員
| No. | 球員姓名                | 出生日期       | 加盟年分 |
| 1   | 吳劭嬅 WU SHAO HUA      | 2002年9月11日  | 2019年   |
| 2   | 林儀婷 LIN YI TING      | 1982年1月18日  | 2019年   |
| 6   | 鄭琇真 CHENG HSIU CHEN  | 1985年6月12日  | 2019年   |
| 8   | 許書婷 HSU SHU TING     | 2002年11月7日  | 2019年   |
| 12  | 羅幼淇 LUO YOU QI       | 1985年8月16日  | 2019年   |
| 13  | 何忻柔 HE XIN ROU       | 2002年3月5日   | 2019年   |
| 15  | 林 孜 LIN TZU           | 1987年10月15日 | 2019年   |
| 16  | 張馨今 CHANG JUSTINE    | 1986年12月25日 | 2019年   |
| 17  | 蘇詩媚 SHU SHIH MEI     | 1984年3月30日  | 2019年   |
| 20  | 劉如芯 LIU JU HSIN      | 1995年9月28日  | 2019年   |
| 21  | 范妤瑄 FAN YU HSUAN     | 2002年6月20日  | 2019年   |
| 22  | 陳若瑋 CHEN JO WEI      | 2001年11月28日 | 2019年   |
| 23  | 陳巧倚 CHEN CHIAO YI    | 2001年11月22日 | 2019年   |
| 18  | 楊振艷 YANG CHEN YEN    | 1997年5月28日  | 2020年   |
| 6   | 林靜萱 LIN JING XUAN    | 2005年11月5日  | 2020年   |
| 22  | 莊芷逸 CHUANG CHIH YI   |                | 2020年   |
| 8   | 藍美芬 LAN MEI FEN      | 1983年9月25日  | 2020年   |
| 9   | 林雅惠 LIN YA HUI       | 1991年11月27日 | 2020年   |
| 10  | 陳品卉 CHEN PIN HUI     | 1988年8月4日   | 2019年   |
| 20  | 曾筠雅 TSENG YUN YA     | 2002年9月6日   | 2020年   |
| 11  | 陳燕萍 CHEN YEN PING    | 1991年8月20日  | 2020年   |
| 14  | 李翊汶 LEE YI WEN       | 2005年9月20日  | 2019年   |
| 16  | 簡奇陞 JIAN QI JI SHENG | 2001年9月12日  | 2020年   |
| 17  | 丁 旗 TING CHI          | 1995年6月2日   | 2020年   |
| 24  | 楊雅涵 YANG YA HAN      | 1991年3月1日   | 2020年   |

## 外部連結
- Inter Taoyuan FC Women 桃園國際女子足球隊的Facebook專頁
- 中華民國足球協會 （页面存档备份，存于）